# Historická mapa

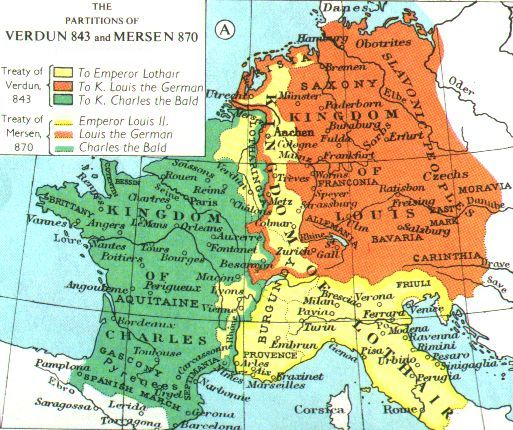
Historická mapa zachycující rozdělení karolínské říše Verdunskou smlouvou v 9. století (vzhledem ke vzniku v roce 1911 též stará mapa)

Historická mapa je kartografické tematické dílo, které zachycuje historické události (např. bitvu). Může zobrazovat i historické téma nebo určité území tak, jak vypadalo v historii.
Na rozdíl od pojmu historická mapa používá odborná literatura pro mapy vydané v minulosti pojem stará mapa. (Stará mapa může být v některých případech současně historická, jedná-li se o historickou mapu vytvořenou v minulosti.)
V běžném životě se někdy pojmy stará mapa a historická mapa zaměňují.